# (73756) 1994 CS9
(73756) 1994 CS9 – planetoida z pasa głównego asteroid okrążająca Słońce w ciągu 5,69 lat w średniej odległości 3,19 j.a. Odkryta 7 lutego 1994 roku.